# Parafia Najświętszej Maryi Panny Królowej Polski w Czyżowicach
Parafia Najświętszej Maryi Panny Królowej Polski w Czyżowicach − parafia rzymskokatolicka znajdująca się w archidiecezji lwowskiej w dekanacie Mościska.
Parafia nie posiada własnego proboszcza i jest administrowana dojazdowo przez proboszcza z parafii w Strzelczyskach.